# Condado de Griggs
El condado de Griggs (en inglés: Griggs County, North Dakota), fundado en 1881, es uno de los 53 condados del estado estadounidense de Dakota del Norte. En el año 2000 tenía una población de 2754 habitantes y una densidad poblacional de 2 personas por km². La sede del condado es Cooperstown.

## Geografía
Según la Oficina del Censo, el condado tiene un área total de 2958 km² (1142,1 mi²), de la cual 2929 km² (1130,9 mi²) es tierra y 28 km² (10,8 mi²) es agua.

### Condados adyacentes
- Condado de Nelson (norte)
- Condado de Steele (este)
- Condado de Barnes (sur)
- Condado de Stutsman (suroeste)
- Condado de Foster (oeste)
- Condado de Eddy (noroeste)

### Áreas protegidas nacionales
- Lago Sibley Refugio Nacional de Vida Silvestre

## Demografía
En el 2000 la renta per cápita promedia del condado era de $29, 572, y el ingreso promedio para una familia era de $38 611. El ingreso per cápita para el condado era de $16 131. En 2000 los hombres tenían un ingreso per cápita de $26 981 versus $19 327 para las mujeres. Alrededor del 10.10% de la población estaba bajo el umbral de pobreza nacional.
| 1890 | 1900 | 1910 | 1920 | 1930 | 1940 | 1950 | 1960 | 1970 | 1980 | 1990 | 2000 | Est. 2009 |
| ---- | ---- | ---- | ---- | ---- | ---- | ---- | ---- | ---- | ---- | ---- | ---- | --------- |
| 2817 | 4744 | 6274 | 7402 | 6889 | 5818 | 5460 | 5023 | 4184 | 3714 | 3303 | 2754 | 2346      |

## Mayores autopistas
- Carretera de Dakota del Norte 1
- Carretera de Dakota del Norte 45
- Carretera de Dakota del Norte 65
- Carretera de Dakota del Norte 200

## Lugares

### Ciudades
- Binford
- Cooperstown
- Hannaford

Nota: todas las comunidades incorporadas en Dakota del Norte se les llama "ciudades" independientemente de su tamaño

### Municipios
| - Municipio de Addie - Municipio de Ball Hill - Municipio de Bartley - Municipio de Broadview - Municipio de Bryan - Municipio de Clearfield - Municipio de Cooperstown - Municipio de Dover | - Municipio de Greenfield - Municipio de Helena - Municipio de Kingsley - Municipio de Lenora - Municipio de Mabel - Municipio de Pilot Mound | - Municipio de Romness - Municipio de Rosendal - Municipio de Sverdrup - Municipio de Tyrol - Municipio de Washburn - Municipio de Willow |